# Marsílio de Pádua
Marsílio de Pádua (1275-80–1342-43), autor de "Defensor Pacis", foi um filósofo, pensador político, médico e teólogo italiano.

## Biografia
Nasceu em Pádua de uma família de juízes e notários. Seu pai, Bonmatteo de Maianardini, foi notário da Universidade de Pádua. O ano do seu nascimento é incerto. Embora algumas fontes indiquem o ano 1275, não há certeza a respeito.
Sabe-se muito pouco de sua infância e de sua adolescência. Completou seus estudos na Universidade de Paris na Faculdade de Artes, onde estudou filosofia aristotélica e foi condecorado com a autoridade de reitor em 1313. O tempo transcorrido em tal cidade influenciou em grande medida a evolução de seu pensamento, nesse contexto observou o estado de corrupção do clero, o que o levou a se tornar contrário ao poder temporal da Igreja Católica. Em Paris conheceu Guilherme de Ockham e Giovanni Jandun; com este último permaneceu vinculado por intenso laço de amizade, tendo sofrido com ele o exílio.
Estava em Paris quando se desenvolveu a disputa entre o Rei Filipe IV e o Papado. Esse contexto influenciou em sua obra mais importante: "Defensor Pacis", que influenciou o pensamento filosófico e político da época.
Tornou-se conselheiro do Imperador Luís IV do Sacro Império Romano-Germânico, que na época estava em conflito com o Papa.
Em 9 de abril de 1327, o Papa João XXII decretou a excomunhão de Marsílio e de Jean de Jandun.
Em 23 de outubro de 1327, o Papa João XXII publicou a Bula "Licet iuxta doutrtram", na qual declarou que o conteúdo da obra "Defensor Pacis" era herético e portanto, proibindo a distribuição do livro. 
No final de 1327, integrou a comitiva que viajou à Roma para assistir à coroação de Luís IV.
A partir de 1330, viveu em Munique.

## Defensor Pacis
Em 1324, publicou a obra intitulada como "O Defensor pacis" (Defensor da Paz), na qual, entre outras coisas, ele expôs reflexões sobre a origem da lei.
Sua tese era de que a paz era a base indispensável do estado e uma condição essencial às comunidades humanas. Portanto, a necessidade do Estado não se originava de propósitos ético-religiosos, mas da natureza humana que buscaria melhores condições de vida.
Desta busca teriam surgido as diversas comunidades, da menor à maior e mais complexa. A ordem seria necessária às comunidades para garantir sua coexistência e o exercício de suas funções. Ele entendia que esse requisito possui características puramente humanas que não respondem a propósitos éticos, mas civis, contingentes e históricos.
Na base da ordem estaria a vontade comum dos cidadãos, que seria superior a qualquer outra vontade.
Seria a vontade dos cidadãos que concederia ao governo o poder para impor à lei. Portanto seria um poder delegado, exercido em nome da vontade popular.
Desse modo, sustentava que a autoridade política não decorria de Deus ou do Papa, mas do povo. Nesse contexto, defendeu que os bispos fossem eleitos por assembleias eclesiais e que o poder do Papa fosse subordinado aos Concílios.
Trata-se de uma dos primeiros estudiosos a distinguir e separar a lei da moralidade, declarando que a primeira relaciona-se com a vida civil e a segunda com consciência, sendo, portanto um precursor do renascimento. Um novo conceito de Estado, independente da autoridade eclesiástica, é o grande mérito de Marsílio.
Defende uma reforma na Igreja Católica, contra a rígida hierarquia imposta por bispos e papas e defende o retorno do clero àquela pobreza evangélica tão cara a algumas seitas reformistas às quais ele certamente conhecia e compreendia o pensamento. Desse modo, lutou contra a corrupção desenfreada na Igreja de sua época.
Outro aspecto foi o fato de utilizar uma terminologia sempre rigorosa e exaustiva, superior às formas de retórica que eram características dos autores medievais.

### Função das Leis
O autor sustenta que as leis, tem como função primordial dar regras precisas a qualquer comunidade, para que elas possam ter uma coexistência pacífica. Nesse contexto, o governo, que é o órgão mais importante do Estado, tem o dever de fazer cumprir as leis a todo custo, inclusive à força, se necessário.
Defende que o ideal seria um governo eleito pelo povo, sem a interferência do poder religioso que, de acordo com sua experiência pessoal, seria uma interferência negativa, pois, conforme observara, a Igreja corrupta da época queria, sempre, apenas a aumentar o poder de alguém sem pensar no bem das comunidades.
Desse modo, foi, depois dos depois dos filósofos gregos, um dos primeiros homens a lançar as bases escritas do conceito de democracia.

### Soberania Popular
O autor sustenta que o poder legislativo pertence ao povo, que também detém a soberania popular.
Para isso se apoia em Aristóteles (Capítulo VI do Livro III de "Política"), para dizer que a causa primária e eficiente da lei seria o povo ou sua parte predominante, que se expressaria por meio de eleições de mandatários ou da assembléia geral dos cidadãos, que, desse modo ordenaria que algo seja feito ou não com relação a atos civis humanos sob a ameaça de sanções. Portanto, o poder legislativo pertenceria ao povo, que determinaria os modos pelos quais a vontade popular seria manifestada e expressa.
Desse modo, caberia à maioria, compreendida quantitativamente, representar e manifestar a vontade do povo.
O indivíduo, como parte do povo, seria obrigado a aceitar as decisões da maioria.
Contra a tese de que a maioria das pessoas seria incapaz e que apenas alguns especialistas deveriam formular as leis, o autor entende que os especialistas deveriam apenas formular as leis, cabendo ao povo o direito de aprová-las ou rejeitá-las.
Desse modo, foi precursor de alguns institutos como: soberania popular, princípio representativo e princípio majoritário.

### Separação dos Poderes
O autor também foi precursor do Princípio da Separação dos Poderes, sendo o Poder Legislativo exclusivo do povo, exercido pela assembleia, e o Poder Executivo exercido pelo príncipe. Além disso, sustenta que o poder do povo é superior ao do príncipe e isso manifesta-se no poder de supervisão que o povo exerce sobre a atividade do príncipe, o que pode levar à deposição do próprio príncipe.
O autor entende que os interesses humanos são a principal causa do consórcio social e a base essencial e substancial do Estado, afastando a influência das autoridades religiosas.
Utiliza o termo "Estado" expressa e repetidamente, definindo-o como uma pluralidade de cidades ou províncias sujeitas a um poder único (exclusivo).
Entende o Estado como um corpo composto cada parte tem a sua própria função.

## Formação
Não há notas precisas sobre sua formação filósofica e cultural. A maior fonte de informação é uma carta em versos escrita por Albertino Mussato, Ad Magistrum Physicum Paduanum eius inconstantian arguens, na qual o poeta narra que Marsílio lhe pediu conselho para saber se deveria estudar leis ou medicina, e este lhe indica que é melhor que se dedique à medicina.

## Edição crítica
MARSILIUS VON PADUA, Defensor Pacis. Herausgegeben von R. Scholz, “Fontes Iuris Germanici Antiqui in usum scholarum ex Monumentos Germaniae Historicis separatim editi”, Honnoverae, Impensis Bibliopoli Hahniani, 1932

## Obras traduzidas ao espanhol
- MARSILIO DE PADUA: El defensor de la paz (estudio preliminar, introducción y notas de L. Martínez Gómez). Madrid: Tecnos, 1989. ISBN 978-84-309-1672-6.
- MARSILIO DE PADUA: Sobre el poder del imperio y del papa. El defensor menor. La transferencia del imperio (edición de B. Bayona y P. Roche). Madrid: Biblioteca Nueva, 2005. ISBN 978-84-9742-493-6.

## Monografias em espanhol
- Bayona, B.: Religión y poder. Marsilio de Padua: ¿la primera teoría laica del Estado?. Madrid-Zaragoza: Biblioteca Nueva-Prensas Universitarias, 2007, 379 págs. ISBN 978-84-9742-641-1
- Bertelloni, F. «Marsilio de Padua y la filosofía política medieval», en F. Bertelloni y G. Burlando (ed.): La filosofía medieval. Enciclopedia Iberoamericana de Filosofía (XXIV). Madrid: Trotta-CSIC, 2002, págs. 237-262.
- Zavadivker, Nicolás, «Marsilio de Padua y la soberanía popular», en Revista Theoría, nº extraordinario “Homenaje a Gaspar Risco Fernández”, Universidad Nacional de Tucumán, 2006.